# Anaspis regimbarti
Anaspis regimbarti là một loài bọ cánh cứng trong họ Scraptiidae. Loài này được Schilsky miêu tả khoa học năm 1895.